# محمد الكيلاني (سياسي تونسي)
محمد الكيلاني ولد في 31 جانفي 1949 بالوديان بمعتمدية منزل تميم، سياسي يساري ورئيس الحزب الاشتراكي اليساري التونسي.

## نشأته وتكوينه
- ينحدر محمد الكيلاني من أصول اجتماعية متواضعة من منطقة الوطن القبلي. تلقى تعليمه الابتدائي بمسقط رأسه ثم واصل تعليمه الثانوي بالمعهد الثانوي بنابل ثم بتونس العاصمة. التحق بعد حصوله على الباكالوريا بالتعليم العالي حيث سجل بكلية العلوم بتونس ليتخصص في الرياضيات والفيزياء. بدأ التعرف على الأفكار اليسارية وهو ما يزال تلميذا في التعليم الثانوي، ثم انضم وهو في الجامعة إلى منظمة العامل التونسي اليسارية وكان ذلك عام 1973، وانخرط في النشاط الطلابي حتى كان ضمن المشرفين على الهياكل النقابية المؤقتة التي انتخبها الطلبة لتجاوز أزمة الاتحاد العام لطلبة تونس. وقد تم إيقافه في 28 فيفري 1975 ضمن مجموعة العامل التونسي ومثل أمام محكمة أمن الدولة [1]، وأطلق سراحه بموجب عفو رئاسي من الرئيس الحبيب بورقيبة في نهاية جويلية 1980.

## نشاطه
عاد إلى النشاط السري في إطار منظمة العامل التونسي أولا ثم بعد انحلالها في 1982 / 1983، في إطار حزب العمال الشيوعي التونسي الذي كان أحد قيادييه، إلى منتصف التسعينات وعاش في أثناء ذلك لأكثر من سنتين في كنف السرية، حتى تم إيقافه ومحاكمته من جديد في 28 جانفي 1995، وأطلق سراحه في نوفمبر 1995 بموجب عفو رئاسي في ذكرى 7 نوفمبر. ولكن ما لبثت أن ظهرت خلافات بينه وبين القيادي الآخر للحزب حمة الهمامي حول الموقف من الحركة الإسلامية والتحالف مع السلطة القائمة في تونس، فترك محمد الكيلاني الحزب وواصل نشاطه بصورة مستقلة في إطار الحزب الديمقراطي التقدمي ثم انسحب منه ليعلن في 1 أكتوبر 2006 عن تأسيس الحزب الاشتراكي اليساري الذي اتخذ مواقف معتدلة من السلطة ومتشددة من الحركة الإسلامية أملا في الحصول على تأشيرة العمل القانوني. بعد الثورة ائتلف الحزب مع حركة التجديد وحزبين صغيرين آخرين في إطار القطب الديمقراطي الحداثي الذي ترأس الكيلاني قائمته في انتخابات المجلس الوطني التأسيسي في دائرة نابل 2 متحصلا على 2.69% من الأصوات.

## كتاباته
كتب محمد الكيلاني في العديد من الصحف التونسية من بينها الصباح والموقف والإعلان ; والطريق الجديد والبديل وغيرها، وقد أصدر خمسة كتب هي:
1. الحركة الشيوعية في تونس 1920-1985
2. الماوية معادية للشيوعية
3. في الحكم الفردي
4. التروسكية والتروتسكيون في تونس
5. التجربة السوفياتية

كما كتب حوالي أربعين كراسا عبر فيها عن مواقف حزبه من العديد من القضايا.